# Neomegastigmus
Neomegastigmus is een geslacht van vliesvleugeligen uit de familie Torymidae. De wetenschappelijke naam van dit geslacht is voor het eerst geldig gepubliceerd in 1915 door Girault.

## Soorten
Het geslacht Neomegastigmus omvat de volgende soorten:
- Neomegastigmus collaris Girault, 1915
- Neomegastigmus filius Girault, 1915
- Neomegastigmus lividus Girault, 1915
- Neomegastigmus petiolatus Girault, 1915
- Neomegastigmus rufithorax Girault, 1915
- Neomegastigmus saltensis Girault, 1915
- Neomegastigmus varius Girault, 1915